# Mashan (köping i Kina, Shandong)
Mashan (kinesiska: 马山镇, 马山) är en köping i Kina. Den ligger i provinsen Shandong, i den östra delen av landet, omkring 36 kilometer sydväst om provinshuvudstaden Jinan. Antalet invånare är 25670. Befolkningen består av 13 005 kvinnor och 12 665 män. Barn under 15 år utgör 16,0 %, vuxna 15-64 år 71 %, och äldre över 65 år 12,0 %.
Genomsnittlig årsnederbörd är 814 millimeter. Den regnigaste månaden är juli, med i genomsnitt 274 mm nederbörd, och den torraste är januari, med 7 mm nederbörd.